# ویکتوریا شایماردانوا
ویکتوریا شایماردانوا (اوکراینی: Вікторія Юріївна Шаймарданова؛ زادهٔ ۱۷ دسامبر ۱۹۷۳) وزنه‌بردار اهل اوکراین است. وی در مسابقات کشوری و بین‌المللی در مجموع برندهٔ ۱ مدال طلا, ۱ مدال نقره و ۱ مدال برنز شده‌است. 